# 스즈키 다이스케
스즈키 다이스케(일본어: 鈴木 大輔, 1990년 1월 29일 ~ )는 일본의 축구 선수이다.

## 구단 경력
그는 2008년부터 J리그의 알비렉스 니가타, 가시와 레이솔, 우라와 레즈, 제프 유나이티드 지바에서 뛰었다.

## 국가대표팀 경력
그는 2007년 FIFA U-17 월드컵에 참가할 일본 U-17 국가대표팀에 발탁되었으며, 2경기에 출전했다.
2010년 아시안 게임에 참가할 일본 U-23 국가대표팀에 발탁되었으며, 은메달 획득. 2012년 하계 올림픽에도 출전, 6경기에 출전, 4강 진출에 기여했다.
2013년 EAFF 동아시안컵에 참가할 일본 국가대표팀에 발탁되었으며, 7월 25일 오스트레일리아와의 경기에서 데뷔했다. 그는 2014년까지 국제 A매치 통산 2경기에 출전했다.

## 통계
| 일본 | 일본 | 일본 |
| 연도 | 출전 | 득점 |
| ---- | ---- | ---- |
| 2013 | 1    | 0    |
| 2014 | 1    | 0    |
| 통산 | 2    | 0    |